# Variations en forme de danses (Poot)
Variations en forme de danses is een compositie voor harmonieorkest of fanfare van de Belgische componist en lid van de componisten groep De Synthetisten Marcel Poot uit 1923. De componist heeft deze compositie opgedragen aan M.J. Honnay, luitenant-dirigent van de muziekkapel van de 1e Carabiniers.